# Germán Burgos
Germán Adrián Ramón Burgos (* 16. April 1969 in Mar del Plata) ist ein argentinischer Fußballtrainer und ehemaliger -spieler auf der Position des Torhüters. In seiner Heimat ist er zusätzlich als Musiker bekannt.

## Fußballkarriere
Burgos spielte ab 1989 bei Ferro Carril Oeste, ehe ab der Apertura 1994 bei River Plate unter Vertrag stand. 1999 ging er nach Europa zu RCD Mallorca in die Primera División, wo bis dato sein Nationalmannschaftsrivale Carlos Roa im Tor stand. Nach zwei Jahren, in denen er es nur auf zwölf Erstligapartien brachte, wechselte er zum Ligakonkurrenten Atlético Madrid. Hier wurde er Stammtorhüter und kam bis zu seinem Karriereende 2004 auf 63 Einsätze.
Burgos gehörte außerdem zum Kader der argentinischen Nationalmannschaft. Allerdings hatte er mit starker Konkurrenz zu kämpfen und war hauptsächlich nur Ersatzmann. Er nahm an den Weltmeisterschaften 1998 und 2002 teil, kam aber nicht zum Einsatz.

## Trainerkarriere
Im Februar 2022 übernahm Burgos den Cheftrainerposten beim griechischen Verein Aris Thessaloniki, den er allerdings zum Saisonende direkt wieder abgeben musste.

## Kritik
Nach seiner Tätigkeit als Trainer war er auch als Kommentator beim spanischen TV-Sender Movistar Plus+ tätig. Kurz vor Anpfiff der Partie Paris Saint-Germain gegen den FC Barcelona im Champions League-Viertelfinale am 10. April 2024 kam es dabei zu einer rassistischen Bemerkung Burgos' gegenüber dem Spieler Lamine Yamal. Wörtlich sagte er: "Wenn es für ihn nicht gut läuft, kann er noch an einer Ampel enden." Er spielte damit darauf an, dass in Spanien immer wieder Menschen in Armut, oft Migranten, an Ampeln um Geld betteln, indem sie etwa Bälle jonglieren. Aufgrund dieser Aussage boykottierten beide Clubs im Anschluss an die Partie die anstehenden Interviews des Fernsehsenders. Ein Moderator des Senders sowie Burgos selbst entschuldigten sich später für die Aussage.

## Musikerkarriere
Bereits als Spieler nahm Burgos seine erste Platte auf. Seine Band hieß zunächst Simpatia, mittlerweile ist sie als The Garb bekannt. Das Debütalbum „Jaque El Rey“ erschien 1999, ein Jahr später „Fasolera de tribuna“. 2005 wurde „Abismos“ veröffentlicht.